# Lepisiota silvicola
Lepisiota silvicola är en myrart som först beskrevs av Arnold 1920.  Lepisiota silvicola ingår i släktet Lepisiota och familjen myror. Inga underarter finns listade i Catalogue of Life.